# Merínlagune

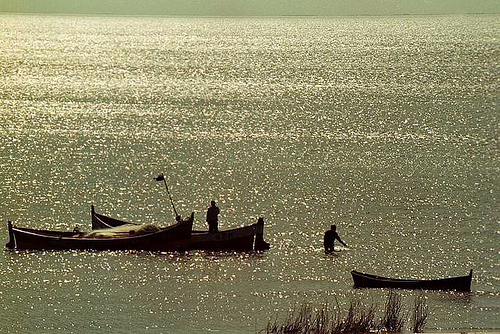
Vissers op de Merínlagune

De Merínlagune (Spaans: Laguna Merín, Portugees: Lagoa Mirim) is een grote lagune, gelegen op de grens tussen Brazilië en Uruguay. De lagune verspreidt zich over de Braziliaanse staat Rio Grande do Sul en oostelijk Uruguay. Net zoals zijn grote buurman, Lagoa dos Patos, wordt de Merínlagune gescheiden van de Atlantische Oceaan door een zandig schiereiland. Een verbinding met de zee is er door de aanleg van het São Gonçalokanaal. De inhoud van het meer is 3750 km³.
De lagune is dus verdeeld over de twee landen. Het zuidelijke, Uruguayaanse deel is Uruguayaans territorium maar de Braziliaanse autoriteit waakt er over, zoals staat afgesproken in het Tratado de la Cuenca de la Laguna Merínverdrag. Dit werd afgesproken door beide landen in Brasilia op 7 juli 1977.
De rivier de Jaguarão stroomt de lagune in via het noorden.